# Dola Banerjee
Dola Banerjee (Baranagar, 2 giugno 1980) è un'ex arciera indiana.
Ha rappresentato l'India ai giochi olimpici di Atene 2004 e Pechino 2008, a sei campionati del mondo, a due edizioni dei Giochi asiatici e a quattro edizioni dei campionati asiatici.

## Biografia
Anche il fratello minore Rahul è un arciere, ed ha partecipato anche lui ad un'edizione dei Giochi Olimpici (Londra 2012).

### Campionati asiatici
Ha partecipato a quattro edizioni dei campionati continentali (1999, 2005, 2007 e 2013).
Nell'individuale il miglior risultato fu il quinto posto nel 2013.
Nella gara a squadre femminile (disputata in tutte e quattro le edizioni) può vantare due medaglie di bronzo, nel 2005 e nel 2007.

### Giochi del Commonwealth

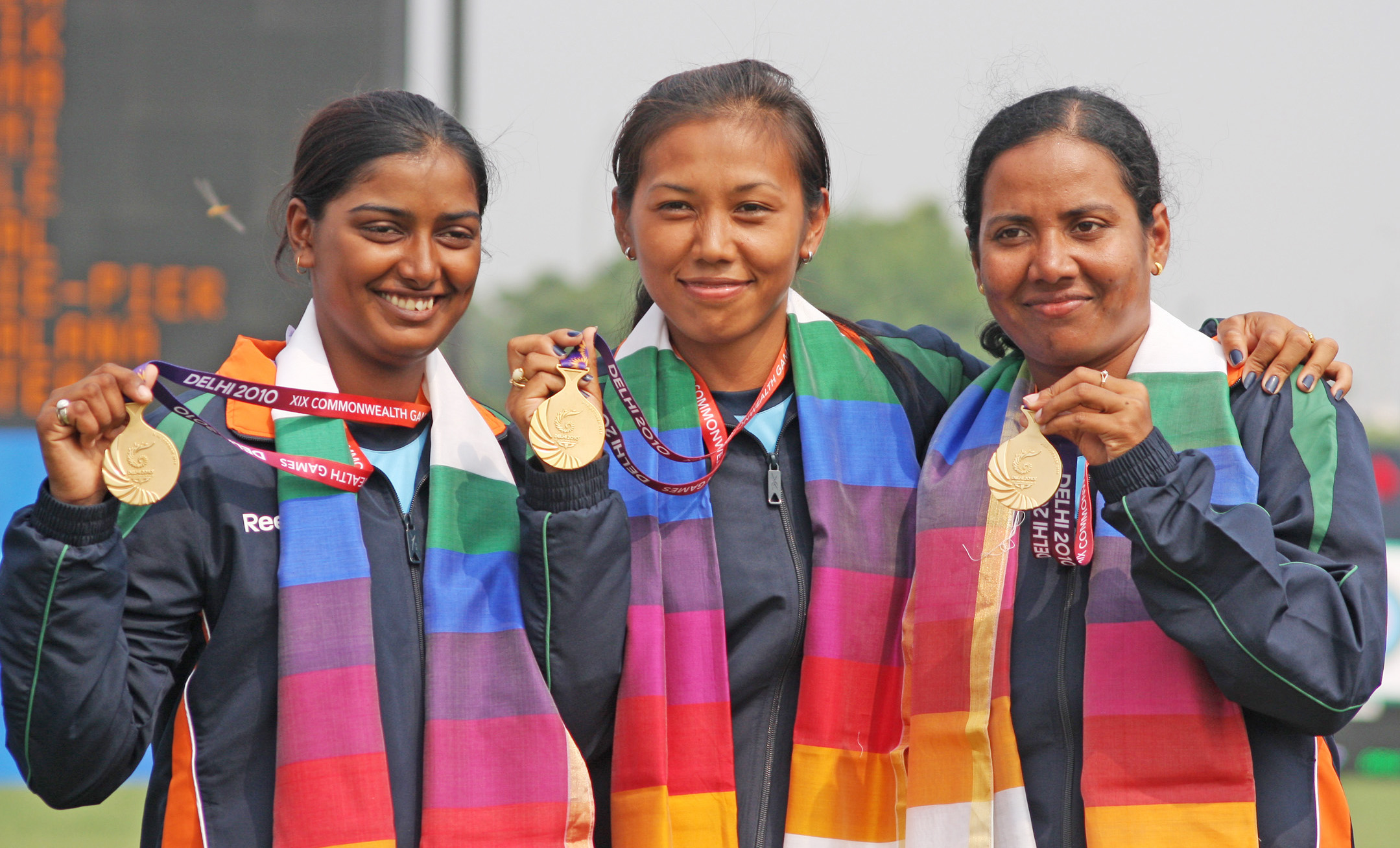
La squadra indiana vincitrice della medaglia d'oro ai XIX Giochi del Commonwealth

La squadra femminile indiana, composta da Dola Banerjee, Deepika Kumari e Bombayla Devi Laishram, vinse la medaglia d'oro ai XIX Giochi del Commonwealth disputati in casa, a Nuova Delhi, nel 2010.
Andò a medaglia anche nella gara individuale: giunta seconda nel turno di qualificazione, ottenne l'accesso diretto al secondo turno, sconfisse agli ottavi la malese Sui Kim Ng e ai quarti la britannica Amy Lee Oliver. In semifinale venne battuta dalla britannica Alison Jane Williamson ma ebbe poi la meglio sulla malese Anbarasi Subramaniam nella finale per il bronzo.

### Campionati mondiali
Ha preso parte a sei edizioni dei campionati mondiali di tiro con l'arco: 2001, 2003, 2005, 2007, 2009 e 2013.
A livello individuale, il miglior risultato sono stati gli ottavi di finale raggiunti ai mondiali di Belek 2013. Nella gara a squadre femminile arrivò a sfiorare il podio ai mondiali di Madrid 2005: le indiane vennero sconfitte nella finale per il terzo posto dalla Russia.

### Giochi asiatici
I primi giochi asiatici cui la Banerjee prese parte furono quelli di Busan 2002, solo nell'individuale femminile. Fu settima nelle qualificazioni, giungendo fino ai quarti di finale.
Ai successivi giochi di Doha 2006 fu diciassettesima nel round di qualificazione individuale. Nella fase ad eliminazione diretta raggiunse la semifinale, dove fu sconfitta da Yun Ok-hee; perse poi anche la finale per il bronzo contro la cinese Zhao Ling. L'India prese anche parte alla gara a squadre, di cui la Banerjee fece parte: giunsero fino ai quarti di finale, eliminate dalla Cina.
Ha preso infine parte ai XVI Giochi asiatici disputati nel 2010 a Canton, dove nelle qualificazioni fu 8ª, avendo così accesso direttamente al secondo turno della fase ad eliminazione diretta; giunse fino agli ottavi di finale, eliminata dalla taiwanese Sung Chia-chun. Fu anche selezionata per la gara a squadre: con le compagne Rimil Buryuli e Deepika Kumari andranno ad aggiudicarsi il bronzo.

### Giochi olimpici

#### Atene 2004
Fece parte della delegazione indiana ad Atene 2004.
Nel round di qualificazione dell'individuale femminile giunse al 13º posto; nella fase ad eliminazione diretta venne sconfitta al primo turno dalla sudafricana Kirstin Jean Lewis.
Fece parte, assieme a Reena Kumari e Sumangala Sharma, anche del terzetto che arrivò ai quarti di finale nel torneo a squadre femminile. Era la prima volta che la squadra femminile indiana si qualificava ai giochi.

#### Pechino 2008
La seconda esperienza olimpica la ebbe in occasione dei giochi di Pechino 2008. Nel round di qualificazione fu 31ª con 633 punti. Al primo turno venne sconfitta dalla canadese Marie-Pier Beaudet al tie break.
Nella gara a squadre le tre atlete (la Banerjee, Bombayla Devi Laishram e Pranitha Vardhineni) ottennero, in virtù del sesto posto nel turno di qualificazione, l'accesso diretto al secondo turno, dove furono sconfitte dalla Cina, che capitalizzò un errore delle arciere indiane.

### Dopo il ritiro
Nel 2015, subito dopo aver annunciato il proprio ritiro, ha fondato assieme al fratello la Dola and Rahul Banerjee Sports Foundation che si occupa di allenare giovani arcieri del Bengala Occidentale.

## Onorificenze

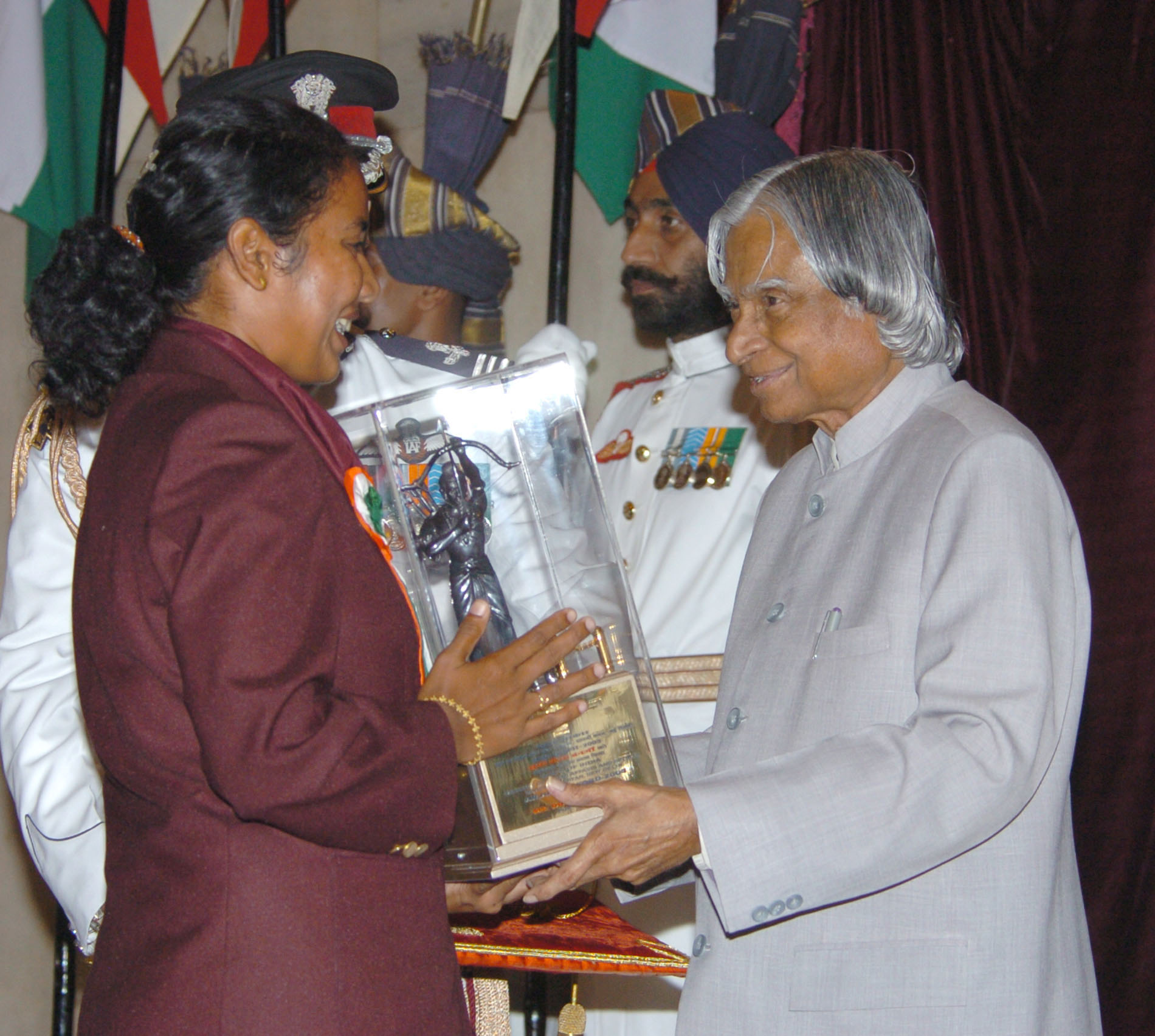
Abdul Kalam consegna a Dola Banerjee il premio Arjuna 2005

Fu insignita del premio Arjuna 2005 dal governo indiano.